# Bumiharjo (Keling)
Bumiharjo is een bestuurslaag in het regentschap Jepara van de provincie Midden-Java, Indonesië. Bumiharjo telt 7794 inwoners (volkstelling 2010).